# 大阪ウロコ会
大阪ウロコ会は、昭和30年3月武田薬品と大阪特約店は業界の混乱の是正と流通経路の整備を行うため、小売店の系列化を進める為に、1小売店に対して武田特約卸店1社制をする為に結成された会である。
全国的にも初めてのケースであり、各メーカーが着手し得なかった画期的な制度であった。昭和40年11月「タケダ会」が結成されて「大阪ウロコ会」は発展的に解消した。
昭和41年4月5日「ビネラ会」を結成し8品目10容量をタケダ会契約に準じ再販価格維持契約を取り結び発足した。再販制廃止により「タケダ会」及び「ビネラ会」は現在は存在しない。

## 大阪武田特約卸店
- 厚和薬品株式会社
- 光薬品株式会社（ニチヤク）
- 株式会社旭薬品商会（ニチヤク）
- 株式会社重松本店
- 株式会社平松商店

| スタブアイコン | サブスタブ | この項目は、まだ閲覧者の調べものの参照としては役立たない、企業に関連した書きかけの項目です。この項目を加筆・訂正などしてくださる協力者を求めています（PJ:経済）。 |